# Минзелешть
Минзелешть, Минзелешті (рум. Mânzălești) — село у повіті Бузеу в Румунії. Адміністративний центр комуни Минзелешть.
Село розташоване на відстані 124 км на північ від Бухареста, 40 км на північ від Бузеу, 107 км на захід від Галаца, 83 км на схід від Брашова.

## Населення
За даними перепису населення 2002 року у селі проживали 754 особи, усі — румуни. Усі жителі села рідною мовою назвали румунську.